# Сошинская, Лариса Гавриловна
Лариса Гавриловна Сошинская (урожд. Чухланцева; 26 мая 1926, Кунгур — 26 октября 2011, Красноярск) — актриса театра. Заслуженная артистка РСФСР. Заслуженная артистка Туркменской ССР.

## Биография
Лариса Чухланцева родилась 26 мая 1926 в городе Кунгуре Пермской области.
С 15-летнего возраста — связист на фронтах Великой Отечественной войны. В 1945 году, после демобилизации, отправилась к родителям в Алма-Ату, где устроилась работать на телеграфе связистом. Одновременно занималась в театральной самодеятельности при драматическом театре.
Переехав вместе с родителями в Ташкент, она поступила в Ташкентский театрально-художественный институт имени А. Н. Островского. Узнав о вышедшем приказе, согласно которому не окончившие 10 классов не могут получить диплом о высшем образовании, поступила в вечернюю школу. В результате школу и институт она окончила почти одновременно.
Работала в Магнитогорском драмтеатре им. А. С. Пушкина, Ашхабадском русском драматическом театре им. А. С. Пушкина, Ульяновском областном драматическом театре (1950—1975), была солисткой Железногорской оперетты.
Скончалась 26 октября 2011 года в Красноярске.